# Biscuit (culinária)
Para outros significados de Biscuit, veja Biscuit (desambiguação)

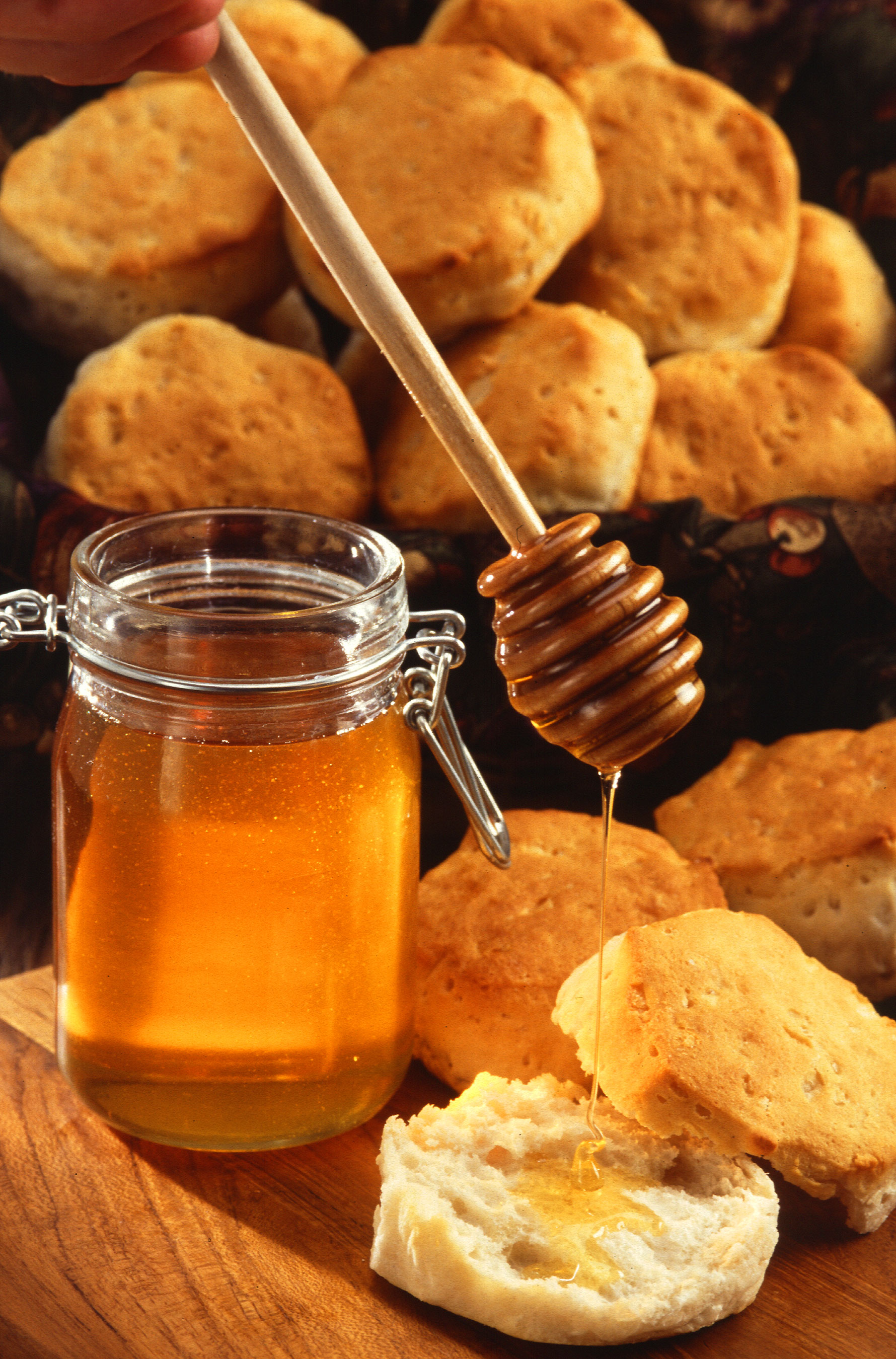
Biscuits com mel

Biscuits, nos Estados Unidos são pãezinhos de farinha de trigo e fermento químico, muito populares para o pequeno-almoço, servidos quentes com manteiga, geléia, mel-de-cana ou xarope de sorgo, mas também com outras refeições. Apesar da similaridade com expressões utilizadas no Reino Unido e na França, equivalentes ao biscoito em língua portuguesa, estas iguarias são completamente diferentes das que têm o mesmo nome nesses países, sendo mais próximas dos scones.
Encontram-se duas receitas bastante tradicionais de biscuits por Paula Deen, uma chef-de-cuisine que publicou vários livros de receitas e atuou em vários programas de TV sobre culinária. Uma das receitas é mais simples, combinando farinha de trigo, pequenas quantidades de açúcar, sal e fermento, com leite e manteiga, mas propondo cozer os pãezinhos num skillet (uma frigideira funda de ferro fundido) tapado, numa lareira, coberta com brasas. Na outra receita, chamada “old-fashioned” (“à moda antiga”) propõe amassar a farinha, açúcar, sal e fermento com banha de porco e leite e cozer os biscuits no forno, num skillet aberto ou numa forma para bolos.
No entanto, os biscuits podem levar outros ingredientes, como queijo ralado e ervas aromáticas, como cebolinha, salsa ou outras, e usar leitelho em vez de leite.